# 卡特桥
卡特桥（英語：Carter Bridge）是连接尼日利亚拉各斯岛和拉各斯州大陆的三座桥梁之一（另外两座为埃克桥和第三大陆桥，都比卡特桥更晚建成）。卡特桥始于拉各斯大陆上因垃圾填埋而与之相连的伊多岛，止于拉各斯岛上的伊杜穆塔地区。

## 总览
卡特桥的名称来自英国殖民统治时期的拉各斯总督吉尔伯特·卡特。这座桥梁为殖民时期所建，于1901年开工。尼日利亚独立后，当地于1970年代重新设计并建造。1973年，卡特桥拉各斯岛一端的阿拉卡—伊约拉立交桥完工。
由于有许多大型车辆常常停在卡特桥上，这座历史悠久的桥梁同时面临着交通拥堵和桥体急剧老化的两方面问题。2003年，尼日利亚结构工程师学会指出如果不加管制，沿桥停放车辆会导致桥梁最终倒塌。为解决这一问题，拉各斯州政府下令对在卡特桥上停车的个人罚款50000奈拉。此外在2006年4月，拉各斯州交通委员会宣布禁止营运车辆由卡特桥驶入拉各斯岛，以免巴士等车辆停在桥上。然而直到2017年，包括卡特桥在内的拉各斯多处桥梁依然停放有油罐车、半挂车之类重型车辆。
此外，卡特桥上缺少照明，因此夜间行驶非常危险。2013年7月，时任拉各斯州长巴巴通德·法索拉委托独立电力工程组在该桥上安装路灯。这项工程由拉各斯州电力委员会在当地招募技术人员，并就地取材。